# Christina Meier
Christina Anna Meier (Rottach-Egern, 20 febbraio 1966) è un'ex sciatrice alpina tedesca.
In seguito al matrimonio assunse anche il cognome del coniuge e nell'ultimo scorcio della sua carriera (stagioni 1994-1995) gareggiò come Christina Meier-Höck; fino alla riunificazione tedesca (1990) gareggiò per la nazionale tedesca occidentale.

## Biografia
Sciatrice polivalente, Christina Meier debuttò in campo internazionale in occasione dei Mondiali juniores di Sugarloaf 1984 e ottenne il primo risultato di rilievo in Coppa del Mondo il 12 dicembre 1986 sulle nevi di Val-d'Isère dove giunse 14ª in discesa libera; l'anno seguente partecipò ai Mondiali di Crans-Montana, sua prima presenza iridata, concludendo 12ª nella combinata. Venne convocata per i XV Giochi olimpici invernali di Calgary 1988, sua prima presenza olimpica, dove si classificò 21ª nella discesa libera e 5ª nello slalom gigante; nella stessa stagione, il 7 marzo ad Aspen, conquistò il suo primo successo in Coppa del Mondo, nonché primo podio, in slalom gigante.
Ai XVI Giochi olimpici invernali di Albertville 1992 fu 11ª nello slalom gigante, mentre ai Mondiali di Morioka 1993, suo congedo iridato, si piazzò 20ª nel supergigante; nella stessa stagione si aggiudicò anche la sua seconda e ultima vittoria in Coppa del Mondo, nonché terzo e ultimo podio, il 15 marzo in slalom gigante sul tracciato di Lillehammer Hafjell. Alla sua ultima presenza olimpica, XVII Giochi olimpici invernali di Lillehammer 1994, terminò 10ª nello slalom gigante; disputò la sua ultima gara di Coppa del Mondo il 25 febbraio 1995 a Maribor nella medesima specialità, piazzandosi 27ª, e si congedò dall'attività agonistica il 23 marzo successivo ad Andermatt in uno slalom gigante FIS.

## Palmarès

### Coppa del Mondo
- Miglior piazzamento in classifica generale: 22ª nel 1988
- 3 podi (tutti in slalom gigante):
  - 2 vittorie
  - 1 terzo posto

#### Coppa del Mondo - vittorie
| Data          | Località            | Paese       | Specialità |
| ------------- | ------------------- | ----------- | ---------- |
| 7 marzo 1988  | Aspen               | Stati Uniti | GS         |
| 15 marzo 1993 | Lillehammer Hafjell | Norvegia    | GS         |

Legenda:

GS = slalom gigante

### Coppa Europa
- Miglior piazzamento in classifica generale: 6ª nel 1992

### Campionati tedeschi
- 8 medaglie (dati parziali fino alla stagione 1985-1986)[2][3]:
  - 3 ori (slalom gigante nel 1988; slalom gigante nel 1992; slalom gigante nel 1995)
  - 2 argenti (supergigante nel 1987; slalom gigante nel 1993)
  - 3 bronzi (slalom gigante nel 1987; slalom gigante nel 1989; supergigante nel 1991)